# Dänische Ostindien-Kompanie

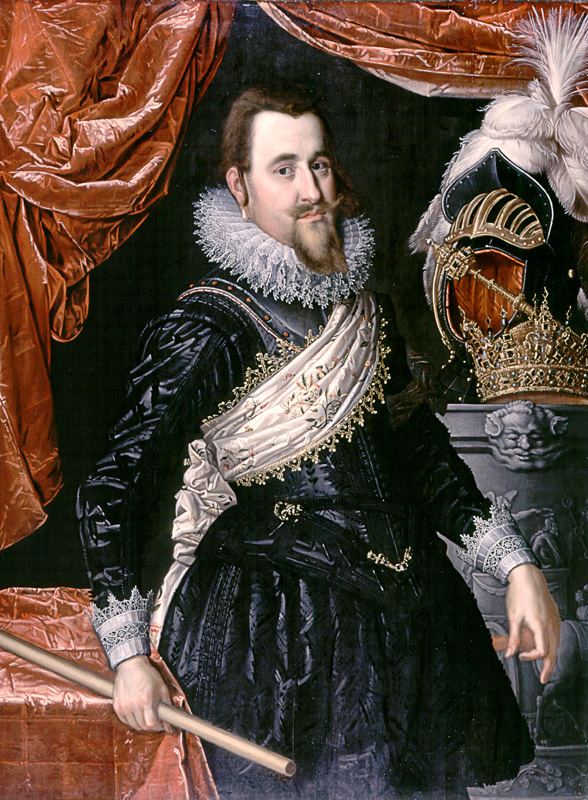
König Christian IV. rief 1616 die erste Dänisch-Ostindische Kompanie ins Leben.

Die Dänische Ostindien-Kompanie (dänisch Ostindisk Kompagni) war eine Handelskompanie, die das dänische Ex- und Importmonopol für Indien (Indienhandel) und Ostasien (vor allem mit den Gewürzinseln und dem Kaiserreich China) besaß. Die Erste Dänische Ostindien-Kompanie bestand von 1616 bis 1650. Nach einer 20-jährigen Unterbrechung existierte die Zweite Dänische Ostindien-Kompanie von 1670 bis 1729.

## Erste  Ostindien-Kompanie (1616–1650)

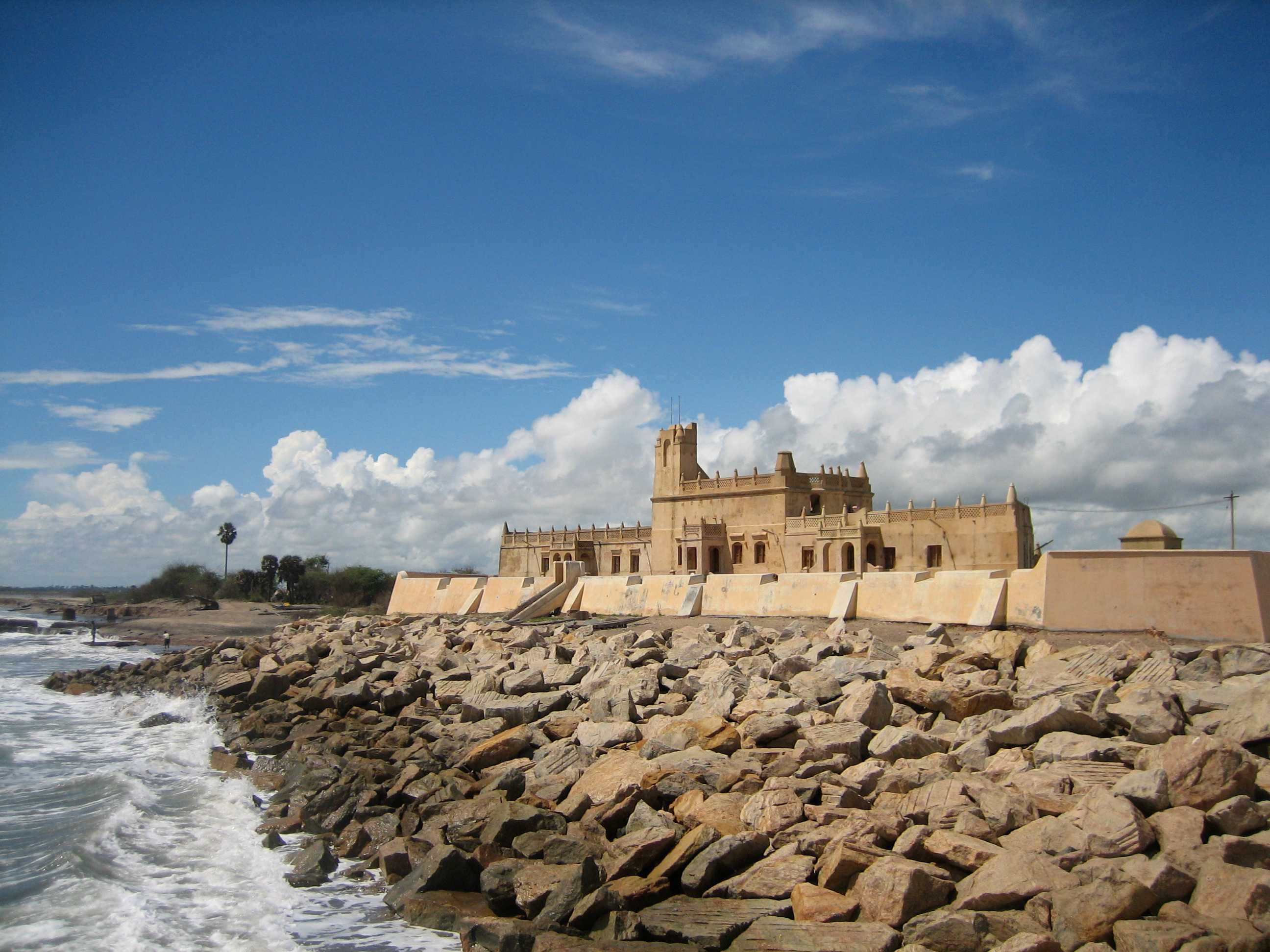
Fort Dansborg in Tranquebar

Die Dänische Ostindien-Kompanie erhielt das königliche Handelsprivileg von Christian IV. im Jahre 1616. Die Aufnahme der Geschäfte verzögerte sich allerdings, da es zunächst Schwierigkeiten gab, ausreichend Kapital zusammenzubringen. Erst 1618 war eine ausreichende Summe von 178.999 Talern aufgebracht. Die Anteile verteilten sich auf die Krone (12,5 %), den Adel (15,5 %), auf Kopenhagener Bürger (35 %), auf Anleihen der verschiedenen Provinzen (29,5 %) sowie niederländische und Hamburger Kaufleute (zusammen 7,5 %).
Der Hauptstützpunkt der Ostindien-Kompanie lag in der Stadt Tranquebar im Fort Dansborg, das 1620 von Ove Gedde errichtet wurde. Ein Vertrag zwischen dem dortigen Herrscher und dem König von Dänemark besiegelte, dass die neue Niederlassung offiziell dänisches Eigentum und der Gouverneur Vertreter der dänischen Krone sei. Bis 1639 schickte die Kompanie 14 Schiffe nach Asien, die neben Handelsgütern auch dänische Siedler transportierten, bevor der Kontakt aufgrund von hohen Schiffsverlusten und nicht zuletzt des Dreißigjährigen Krieges zum Erliegen kam. Nach dem Tod Christians IV. 1648 brach der Handel vollends ab und die Kompanie wurde 1650 aufgelöst. Tranquebar blieb jedoch ein dänischer Außenposten.

## Zweite Ostindien-Kompanie (1670–1729)
1668 wurde ein staatlich und privat mischfinanziertes Versorgungsschiff nach Indien entsandt, das unbeschadet mit Waren nach Dänemark zurückkehrte. Die erfolgreiche Reise weckte neues Interesse an engeren Handelsbeziehungen mit Asien, sodass im Jahr 1670 die zweite Ostindien-Kompanie gegründet wurde. Ab 1670 segelten jährlich ein bis zwei Schiffe nach Asien. U. a. dauernde Angriffe der Schweden auf die Schiffe verursachten finanzielle Schwierigkeiten und machten 1681 eine Kapitalerhöhung um 12 % notwendig. Die finanzielle Lage blieb trotzdem angespannt. Die Kompanie wurde 1729 wegen Zahlungsunfähigkeit aufgelöst, und Tranquebar fiel an die Krone zurück.

## Dänische Asien-Kompanie (1732–1843)

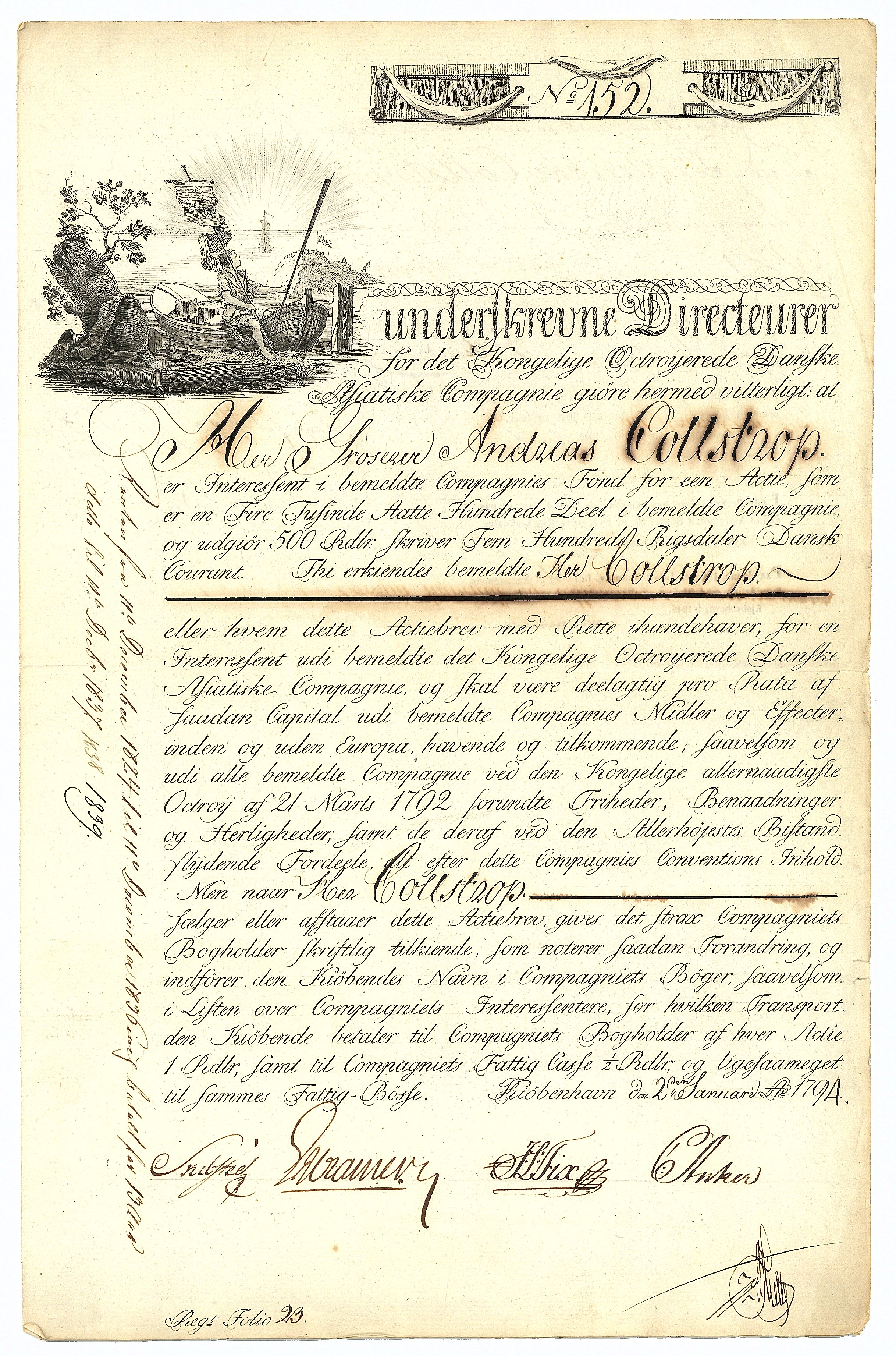
Aktie der Königlich Dänisch-Asiatischen Kompanie über 500 Reichsthaler, ausgegeben in Kopenhagen am 2. Januar 1794. Vor allem mit dem Teehandel konnte die Asien-Kompanie pro Geschäftsjahr bis zu 25 % Gewinn erzielen.

Trotz der Rückschläge war das Interesse am Handel mit Asien ungebrochen. So wurde 1732 mit der nun Asien-Kompanie (dän. Asiatisk Kompagni) genannten Handelsgesellschaft ein dritter Anlauf unternommen. Das Handelsmonopol für Indien büßte sie zwar 1772 ein, da viele Anteilseigner ihr Kapital zurückgezogen hatten, um eigenverantwortlich Freihandel zu betreiben; das Monopol auf den Handel mit China blieb jedoch erhalten. Vor allem die Neutralität Dänemarks war hilfreich, denn so konnten verschiedene Nationen die dänischen Handelspunkte auch in Kriegszeiten nutzen, was die dänische Präsenz zunächst absicherte.
Während der Napoleonischen Kriege kämpfte Dänemark auf Seiten der Franzosen. Infolgedessen attackierte die britische Royal Navy 1801 und 1808 die Niederlassungen der dänischen Kompanie, was den Handel zum Erliegen brachte. Auch der Wiener Kongress 1814 konnte die vorherigen Strukturen nicht wieder gänzlich herstellen. Die Geschäfte entwickelten sich schlecht, sodass die Asien-Kompanie 1843 aufgelöst wurde. Der dänische Gouverneur musste Tranquebar 1845 räumen, nachdem der Handelssitz an die Britische Ostindien-Kompanie verkauft worden war.

## Teehandel
Während ihrer Blütezeit importierten die Dänische und die Schwedische Ostindien-Kompanie mehr Tee als die Britische Ostindien-Kompanie, 90 % davon wurden allerdings mit großem Profit nach Großbritannien geschmuggelt.